# Едель Іван Васильович
Іван Васильович Едель (до хрещення - Йоган Вільгельмович, 1863 - 14 лютого 1932) - російський архітектор, статський радник. Автор багатьох будівель у Баку.

## Біографія
Йоганн Вільгельмович Едель народився в 1863 році в німецькій колонії Біловач Борзненського повіту Чернігівської губернії, в сім'ї особистого почесного громадянина німецького походження Вільгельма Генріховича Еделя, який згодом працював на Бакинському маяку. Після хрещення в православній церкві Йоган Вільгельмович Едель отримав ім'я Іван Васильович.
Навчаючись в Училищі живопису, скульптури та архітектури Московського художнього товариства, Едель створив проект лютеранського молитовного будинку, школи та пасторату, а в 1886 році склав оригінальний проект будівель лютеранської громади Баку. За проектом, однак, була побудована тільки школа та Євангелічно-лютеранська церква. Навчався у А. До. Саврасова, закінчив училище із золотою медаллю, яку отримав за малюнок «У лазні».
У зв'язку з тим, що дядько та батько Еделя працювали в Баку, незабаром після закінчення училища, наприкінці 1880-х, і сам Іван Васильович переїжджає до цього міста.
У 1888 році Едель почав викладати малювання у Маріїнській жіночій гімназії в Баку, а також у приватному закладі пані Вальд. У 1890 році за проектом Еделя коштом бакинського нафтопромисловця Муси Нагієва, на розі вул. Біржової (нині Узеїра Гаджибекова) та Красноводської (нині С. Вургуна) було збудовано будинок, спроектований в італійському стилі, в якому розмістився зимовий клуб Бакинських Громадських зборів, переведений туди з Великокняжого проспекту. Лалаєва. У цьому ж році за проектом Еделя було збудовано триповерховий житловий будинок на вулиці Пральня, 3 (нині вулиця Гоголя).
У 1891 році Едель розпочав проектування кам'яної каплиці Святого Апостола Варфоломія у Дівочої вежі. Церква в російському стилі з дзеркальним хрестом на куполі була побудована та освячена 14 вересня 1892 року. В 1930 церква була закрита і знаходилася в запустінні до самого зруйнування.
У 1892 році за проектом Еделя було побудовано Спасо-Преображенську церкву-школу при заводі «С. М. Шибаєв та К» на території так званого Білого міста. Після встановлення радянської влади в Азербайджані в 1920 завод Шибаєва був перетворений на нафтопереробний завод ім. Сталіна. У тому ж 1920, на виконання декрету про відокремлення школи від церкви, церква була закрита, а в її приміщенні згодом знаходився технікум.

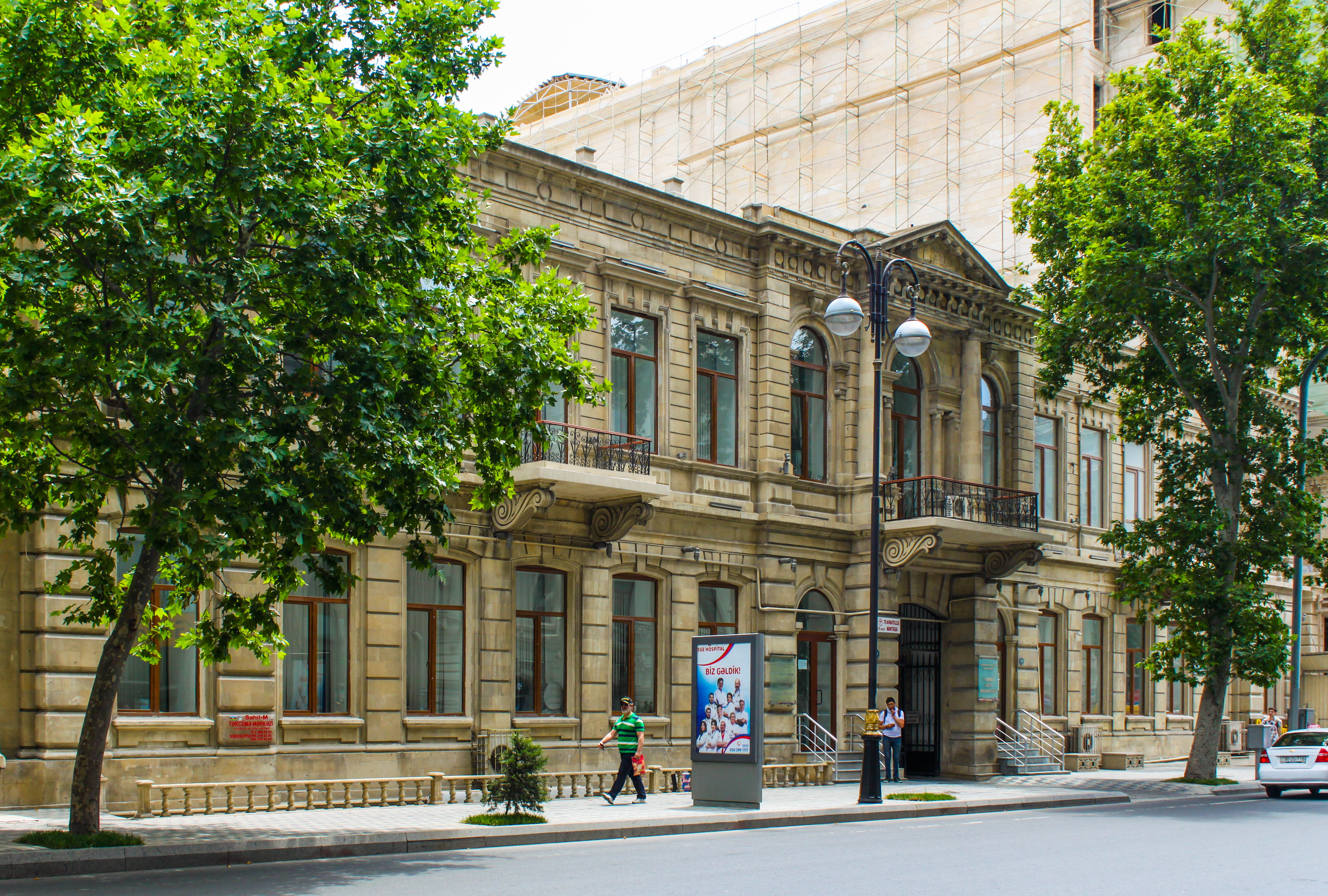
Будівля поліклініки №1 на проспекті Бюльбюля. Побудовано у 1893 році

У 1893 році за проектом Еделя на Великій Морській вулиці, 8 (нині — проспект Бюльбюля) було збудовано та освячено будівлю, в якій згодом знаходилося Бакинське губернське казначейство. Сьогодні у цьому будинку розміщено поліклініку № 1 ім. А. А. Кязімова.
Також в 1893 Іван Едель побудував будинки для Муси Нагієва, що виходять на вулиці Велика Морська, Молоканська, Червоноводська (нині Самеда Вургуна) і Біржова (нині У. Гаджибекова). В одному з цих будинків за радянських часів розташовувався Бакінський окружний будинок офіцерів. У 1896 році на Поліцейській вулиці за проектом Еделя був побудований будинок, відомий сьогодні як "Будинок з грифонами". У цьому ж році Едель збудував будинки на вулиці Пральня, 14 (1954 року були надбудовані поверхи) і Пральня, 9 для нафтопромисловця Шамсі Асадуллаєва.
В 1904 Едель продовжив будівництво будівлі Бакинського відділення Імператорського Російського Технічного товариства, яке було розпочато Йосипом Гославським, що помер в тому ж році.
В 1910 за проектом Еделя був побудований його власний двоповерховий будинок на Біржовій вулиці.
Іван Васильович Едель у 1894 році вступив на службу до Бакинського реального училища викладачем малювання та чистопису, продовжуючи при цьому вести уроки і в Маріїнській жіночій гімназії. З 1896 року залишив Маріїнську жіночу гімназію та викладав лише у Реальному училищі. У тому року не має чину І.В. Едель був зроблений у чин надвірного радника. В 1899 Едель був зроблений в чин колезького радника, а в 1903 - в чин статського радника. У 1905 році Еделю за старанну та корисну службу було призначено річний оклад у розмірі 1250 рублів. З цього часу Едель будує мало, займається головним чином викладанням у Бакинському реальному училищі (нині в будівлі училища розташований Азербайджанський державний економічний університет).У 1907 році він балотується у Міську думу, але з набирає необхідних голосів. В 1908 обирається в батьківський комітет Бакинського реального училища.
Після Жовтневої революції І.В. Едель викладав креслення у вечірній школі. Помер 14 лютого 1932 року, про що його дружина, діти та онуки повідомляли в газеті «Бакинський робітник».